# Lakselv
Lakselv is het administratieve centrum van de gemeente Porsanger, in de provincie Finnmark, in het noorden van Noorwegen. Lakselv heeft 2160 inwoners (2004). Het plaatsje ligt aan het zuideinde van het Porsangerfjord.
De luchthaven, Lakselv Banak genaamd, heeft regelmatige verbindingen naar Tromsø en Kirkenes die worden verzorgd door de luchtvaartmaatschappij Widerøe, in de zomer wordt de luchthaven ook aangedaan door chartervluchten. Ook opereert de Koninklijke Noorse luchtmacht er met Westland Sea King-helikopters.